# Bullia crosseana
Bullia crosseana is een slakkensoort uit de familie van de Nassariidae. De wetenschappelijke naam van de soort is voor het eerst geldig gepubliceerd in 1882 door Tapparone-Canefri.